# USS Blenny (SS-324)
Za druga plovila z istim imenom glejte USS Blenny.
USS Blenny (SS-324) je bila jurišna podmornica razreda balao v sestavi Vojne mornarice Združenih držav Amerike.